# Conrad Schumann
Conrad Schumann (Zschochau, 1942. március 28. – Kipfenberg, 1998. június 20.) kelet-német katona, akiről Peter Leibing híres felvételét készítette, amint a szögesdrótot átugorva szökött meg Kelet-Berlinből.

## Élete
Schumann a szászországi Zschochau-ban született. 18 évesen jelentkezett a kelet-német Készenléti rendőrséghez (Bereitschaftspolizei). A drezdai kiképzés után Potsdamba vezényelték. Később áthelyezését kérte Berlinbe.

### Szökése Kelet-Berlinből
A második világháborút követően Berlin a nyugati hatalmak és a Szovjetunió hatalmi harcának színterévé vált. A várost 1961-ben fallal választották ketté. A berlini fal néven elhíresült határvonal 1989-ig, annak lebontásáig Berlin és Európa kettéosztottságának jelképévé, és az elnyomás szimbólumává vált. A határvonal felhúzását 1961. augusztus 13-án kezdték meg: először ideiglenesen szögesdrótból készült akadályokat helyeztek a nyugati és a szovjet szektor közé. A szögesdrótokat két nappal később, augusztus 15-én éjjel kezdték elbontani, hogy helyére betonfalat emelhessenek.

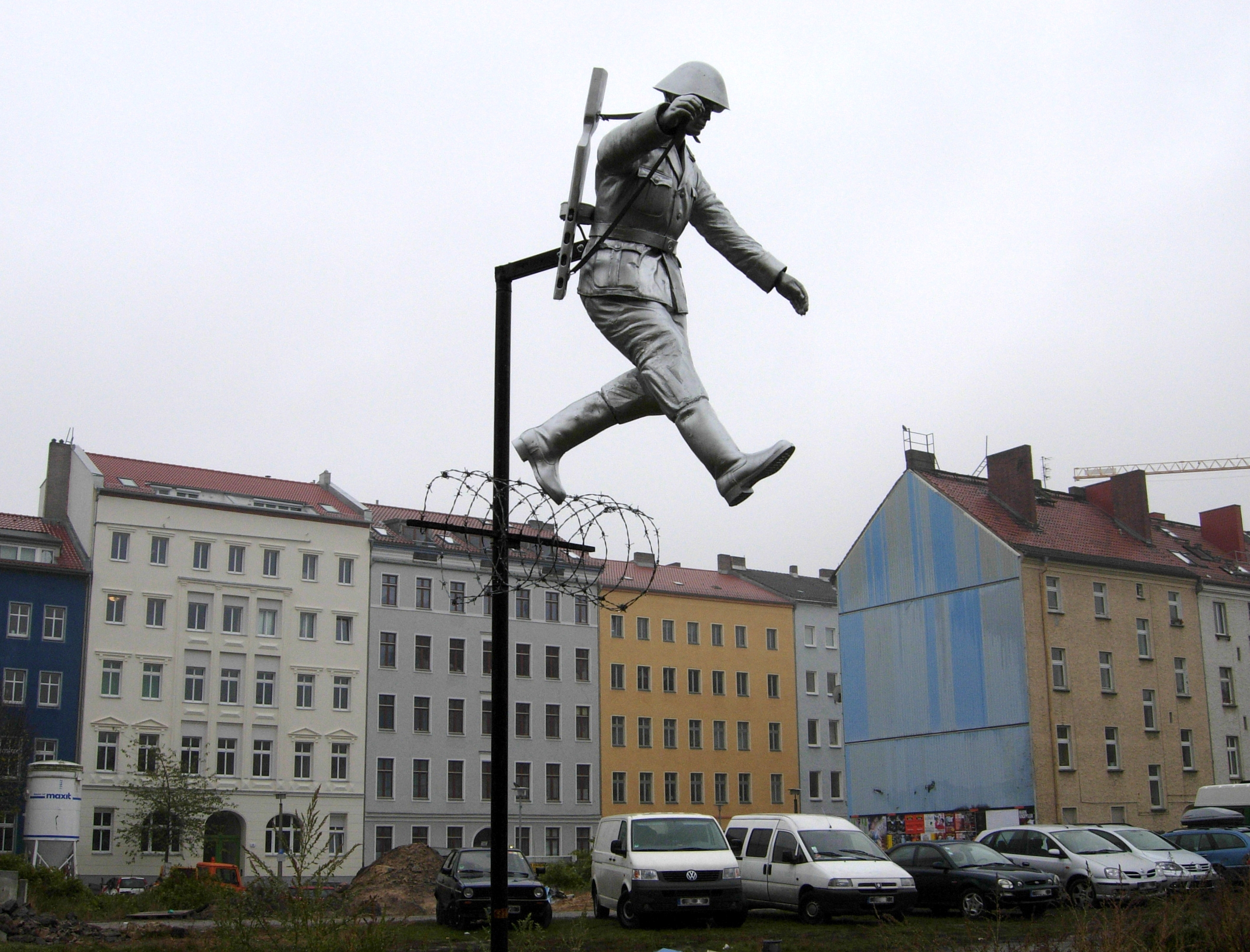
Berlinben látható Florian és Michael Brauer valamint Edward Anders Falugró (Mauerspringer) című szobra, mely Leibing felvétele alapján készült

Az építés felügyeletére az ország különböző pontjairól vezényeltek katonákat. A 19 éves Conrad Schumann szolgálati helyének a Ruppiner Straße és a Bernauer Straße sarkát jelölték ki. Itt tartózkodott a szintén 19 éves Peter Leibing német fotóriporter is, hogy megörökítse a berlini fal építését. Leibing hamar felfigyelt a fiatal katonára, aki idegesen járkált fel s alá, közben egyik cigarettáról a másikra gyújtott. Látszott rajta, hogy erőt gyűjt. A nyugati oldalon többen is biztatták. „Gyere át!” – kiáltozták. Egy idősebb járókelő, aki Leibing mellett állt annyit mondott: „ugrani fog”. Délután négy órakor Schumann elérkezettnek látta az időt merész tettéhez: a szögesdrótok felé fordult és megfelelő pillanatban ugrott. Leibing mindössze egyetlen képkockát készített Schumann ugrásáról. A felvétel másnap a Bild magazinban jelent meg. A fénykép rövid idő alatt a hidegháború jelképévé vált. De nem csak Leibing volt jelen Schumann ugrásakor, egy másik újságíró kamerájával filmre vette a fiatal katona szökését. A rendőrség egyik alkalmazottja pedig az ugrás előtti pillanatot örökítette meg.
„Órák teltek el. Éreztem, hogy valami történni fog, ezért lecövekeltem a szögesdrótnál. Nem lehetett nem észrevenni, hogy Conrad Schumann nagyon izgatott volt. Sejtettük: ugrani akar. Ahogy a többi határőr hátat fordított neki, Schumann villámgyorsan megfordult és ugrott” – emlékezett vissza Leibing. A nyugati oldalon egy rendőrautó várakozott, melybe egyes források szerint Schumann beszállt, más források szerint betuszkolták. Egy rendőrőrsre vitték, ahol kihallgatták. Később hivatalosan is engedélyt kapott arra, hogy elhagyja Kelet-Németországot. Schumann Bajorországba költözött.
Schumann volt az első dezertáló kelet-német katona. Bár új életet kezdhetett, a történtek nem hagyták nyugodni, annak ellenére sem, hogy tette sok kelet-berlininek adott reményt és biztatást. Kényelmetlenül érezte magát amiatt, hogy tette ekkora nyilvánosságot kapott. Saját bevallása szerint egészen a fal leomlásáig, 1989 november 9-ig nem érezte magát teljesen szabadnak. Gyötörte a bűntudat dezertálása és bajtársai cserbenhagyása miatt. Schumann depresszióval küzdött. 1998-ban önkezével vetett véget életének.